# Roberto Jocelyn, 1.º Visconde Jocelyn
‎Roberto Jocelyn, 1.º Visconde Jocelyn‎‎ ‎‎PC (I)‎‎ ‎‎SL‎‎ (c. 1688 - 3 de dezembro de 1756) foi um político e juiz ‎‎anglo-irlandês‎‎e membro do ‎‎Pariato da Irlanda, ‎‎mais conhecido por servir como Lorde Chanceler da Irlanda.‎

## Biografia
Jocelyn foi o filho mais velho de Tomás Jocelyn de ‎‎Sawbridgeworth‎‎, ‎‎Hertfordshire‎‎, e Ana Bray, filha de Tomás Bray de ‎‎Westminster.‎‎ Seu avô paterno era Roberto Jocelyn, 1º Baronete, ‎‎um ‎‎Alto Xerife de Hertfordshire.‎‎ Os Jocelyns são registrados como vivendo em Sawbridgeworth desde pelo menos o século XV: notáveis membros da família incluíram ‎‎Ralph Josselyn‎‎ de Hyde Hall (falecido em 1478), que foi duas vezes ‎‎Lord Mayor de Londres.‎